# Spinosphaera cowarrie
Spinosphaera cowarrie är en ringmaskart som beskrevs av Anne D. Hutchings 1997. Spinosphaera cowarrie ingår i släktet Spinosphaera och familjen Terebellidae. Inga underarter finns listade i Catalogue of Life.